# Ráðbarðr
Ráðbarðr war ein legendarischer Herrscher in Garðariki im späten 7. Jahrhundert.
Er wurde in den Isländersagas Sögubrot af nokkrum fornkonungum und Hyndlulióð erwähnt.
Ráðbarðr soll in einem Gebiet in oder bei Karelien geherrscht haben.
Zu ihm floh Auðr vor ihrem Vater, dem schwedischen König Ivar Vidfamne, und heiratete ihn. Ivar folgte ihr und starb auf dem Weg dorthin.
Ráðbarðr und Auðr hatten einen Sohn: Randver.